# Баран-ди-Кокайс
Баран-ди-Кокайс (порт. Barão de Cocais) — муниципалитет в Бразилии, входит в штат Минас-Жерайс. Составная часть мезорегиона Агломерация Белу-Оризонти. Входит в экономико-статистический микрорегион Итабира. Население составляет 25 333 человека на 2005 год. Занимает площадь 340,675 км². Плотность населения — 74,4 чел./км².

## История
Город основан 29 августа 1704 года.

## Статистика
- Валовой внутренний продукт на 2003 год составляет 221 851 770,00 реалов (данные: Бразильский институт географии и статистики).
- Валовой внутренний продукт на душу населения на 2003 год составляет 9007,01 реалов (данные: Бразильский институт географии и статистики).
- Индекс развития человеческого потенциала на 2000 год составляет 0,757 (данные: Программа развития ООН).